# Ecclesia Gnostica Catholica
Ecclesia Gnostica Catholica (EGC), czy też Gnostycki Kościół Katolicki jest religijnym ramieniem Ordo Templi Orientis, międzynarodowej organizacji o strukturze braterskiej, poświęconej szerzeniu prawa Thelemy, spisanemu w Księdze Prawa. Głównym zadaniem EGC jest celebrowanie Mszy Gnostyckiej (Liber XV).
O samej Mszy Gnostyckiej Aleister Crowley pisał: "... Rytuał Gnostyckiego Kościoła Katolickiego ... Przygotowałem do użytku przez  O.T.O., jako główną prywatną i publiczną ceremonię, odpowiadającą Mszy Kościoła Rzymskokatolickiego." Jest to najczęściej celebrowany rytuał O.T.O.